# Atlético Clube Juventus
L'Atlético Clube Juventus és un club de futbol brasiler de la ciutat de Rio Branco a l'estat d'Acre.

## Història

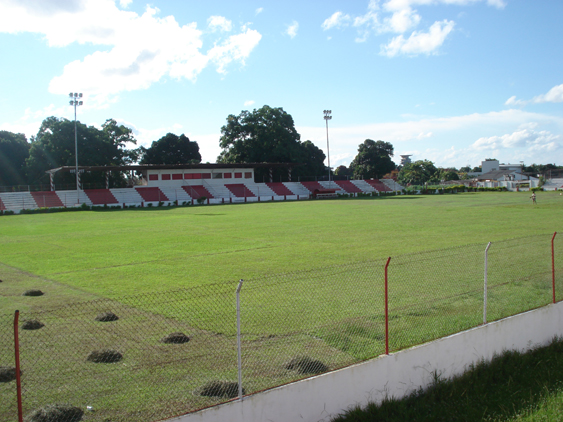
Estadi José de Melo.

El club va ser fundat l'1 de març de 1966 per Elias Mansour Simão Filho, José Aníbal Tinôco, pare Antônio Aneri, Dinah Gadelha Dias, Valter Félix de Souza i Iolanda Souza e Silva. El nom del club prové del club italià Juventus, pel suggeriment del pare Antônio Aneri.

## Palmarès
- Torneio de Integração da Amazônia:
  - 1981, 1982

- Campionat acreano:
  - 1966, 1969, 1975, 1976, 1978, 1980, 1981, 1982, 1984, 1989, 1990, 1995, 1996, 2009